# Ali Šukrija
Ali Šukrija (albansko: Ali Shukriu), kosovsko-albanski politik in častnik, * 12. september 1919, † 6. januar 2005.

## Življenjepis
Šukrija, študent medicine, se je leta 1939 pridružil KPJ. Naslednje leto je postal član Oblastnega komiteja KPJ za Kosovo in Metohijo; v tej vlogi je bil leta 1941 eden od organizatorjev NOG na tem področju. Med vojno je opravljal različne partijsko-politične dolžnosti. Po vojni je bil mdr. član vlade Srbije, predsednik Izvršnega sveta Avtonomske pokrajine Kosova in Metohije, član Zveznega izvršnega sveta, zvezni in srbski poslanec. Po nemirih v pokrajini je bil 1981/82 predsednik predsedstva Kosova; bil je tudi član in 1984/85 predsednik predsedstva Centralnega komiteja Zveze komunistov Jugoslavije.